# 村上敏明
村上 敏明（むらかみ としあき、1972年〈昭和47年〉9月6日 - ）は、日本の声楽家（テノール）、オペラ歌手、音楽教育者、プロデューサー。

## 経歴
東京都日野市出身。東京都立日野高等学校卒業。1996年（平成8年）国立音楽大学声楽学科卒業。大学在学中にオペラデビュー。1998年（平成10年）（財）日本オペラ振興会オペラ歌手育成部第17期修了。1999年 平成11年度文化庁芸術インターンシップ国内研修員。2001年（平成13年）- 2003年（平成15年）文化庁派遣芸術家在外研修員として、イタリア・ボローニャへ留学。2004年（平成16年）- 2007年（平成19年）第15回五島記念文化財団オペラ新人賞受賞により、再度ボローニャへ留学。この間、2002年（平成14年）にはバスのカルロ・コロンバーラと共に、ロヴェレートのG.ヴェルディ協会より、ヴェルディ記念賞を授与される。国内外の国際声楽コンクールで多数優勝または上位入賞。
人気実力ともに、日本を代表するテノール歌手として、日伊で数多くのプロダクションにプリモ・ウォーモ（男声の主役）として出演するとともに、コンサートの企画・出演など、活躍の幅を広げている。NHKニューイヤーオペラコンサートをはじめ、放送への出演も多数にのぼる。
レパートリーはイタリアオペラを軸としつつも、日本オペラにも数多く出演しており、ワーグナーなどのドイツオペラ、ビゼーやオッフェンバックなどのフランスオペラを含め60役を超えるレパートリーを持つ他、カンツォーネ50曲以上、日本歌曲50曲以上の暗譜レパートリーを持つ。その他、ベートーヴェン『第九』テノールソロ、モーツァルト『レクイエム』、シューベルト『ミサ曲』などのソリスト等、コンサート出演も多数務めている。
また、年間30 - 40公演のトークコンサートに出演する他、教育プログラム・聴衆参加型のコンサート等のプロデュースも、数多く手掛けている。
2018年（平成30年）6月には関西フィルハーモニー管弦楽団の「三大テノールを迎えて」と題したコンサートに、福井敬、笛田博昭とともに出演。「三大テノールを迎えて」は2021年（令和3年）3月にも再度開催されテレビ放送された。
演出および芸術監督なども手掛け、地域の文化振興にも貢献している。
中島基晴、中村卓郎、パリデ・ヴェントゥーリに師事。
教えを受けたと公表している者には、真弓智也、鈴木和彦、渋谷和広などがいる。

## 主な受賞歴
在伊中、15の国際声楽コンクールで優勝または上位入賞
- 2000年（平成12年）第31回イタリア声楽コンコルソ テノール特別賞[2]
- 2001年（平成13年）第37回日伊声楽コンコルソ 第3位[2]
- 2002年（平成14年）第2回ミネルビオ国際声楽コンクール第1位[4]
- 2003年（平成15年）第1回レオンカヴァッロ国際声楽コンクール第1位[4]、10の国際声楽コンクールで優勝または上位入賞[2]
- 2004年（平成16年）第40回日伊声楽コンコルソ第1位[4]
- 2004年（平成16年）第35回イタリア声楽コンコルソでシエナ大賞[4]
- 2004年度（平成16年度）第15回五島記念文化財団オペラ新人賞[4][5]
- 2005年（平成17年）第3回東京音楽コンクール 声楽部門 第3位[4]
- 2007年（平成19年）第9回マダムバタフライ世界コンクール・モルドヴァ大会 グランプリ[4]

## 楽界活動
- 藤原歌劇団団員[11]
- 南大沢（八王子）コミュニティオペラ芸術監督[1][7]
- 勝浦歌劇団総監督[1][7]

## 主な舞台出演歴
- 1998年10月 ニュー・オペラ・プロダクション 間宮芳生『鳴神』白雲坊[12]
- 1999年3月 藤原歌劇団 プッチーニ『ラ・ボエーム』パルピニョール[13]
- 1999年12月 新国立劇場 プッチーニ『蝶々夫人』神官[14]
- 2000年6月 新国立劇場 ヴェルディ『リゴレット』ボルサ[15]
- 2000年9月 新日本フィルハーモニー交響楽団 レオンカヴァッロ『道化師』（コンサート・オペラ形式）ペッペ[16]
- 2001年1月 新国立劇場 ヴェルディ『イル・トロヴァトーレ』使者[17]
- 2001年4月 サントリーホール ヴェルディ『ドン・カルロ』（コンサート形式）レルマ伯爵[18]
- 2001年12月 新国立劇場 ヴェルディ『ドン・カルロ』レルマ伯爵[19]
- 2002年 マンチネッリ劇場（イタリア オルヴィエート） ヴェルディ『リゴレット』マントヴァ公爵[4] ※ヨーロッパデビュー[5]
- 2003年 ボローニャ ヴェルディ『イル・トロヴァトーレ』マンリーコ（演奏会形式）[4] ※イタリア国営放送RAIで放送[2]
- 2005年1月 藤原歌劇団 ヴェルディ『椿姫』アルフレード[20]
- 2005年8月 藤原歌劇団 チレーア『アドリアーナ・ルクヴルール』シャズイユ僧院長[21]
- 2005年 テアトロ・ドゥーゼ（ボローニャ） ヴェルディ『ナブッコ』イズマエーレ[4]
- 2006年2月 藤原歌劇団 プッチーニ『蝶々夫人』ピンカートン[22]
- 2006年12月 日本オペラ協会 別宮貞雄『葵上』光源氏[23]
- 2007年1月 藤原歌劇団 プッチーニ『ラ・ボエーム』ロドルフォ[24]
- 2008年1月 新国立劇場 プッチーニ『ラ・ボエーム』ロドルフォ（カバーキャスト）[25]
- 2008年2月 新国立劇場 山田耕筰『黒船 夜明け』領事[26]
- 2008年7月 新国立劇場 ヴェルディ『椿姫』アルフレード[27]
- 2009年4月 日本オペラ協会 團伊玖磨『夕鶴』与ひょう[28]
- 2009年6月 新国立劇場 清水脩『修善寺物語』源左金吾頼家[29]
- 2010年9月 あいちトリエンナーレ オッフェンバック『ホフマン物語』ナタナエル ホフマン（カバーキャスト）[30]
- 2010年10月 新国立劇場 （財）尼崎市総合文化センター プッチーニ『蝶々夫人』ピンカートン[31]
- 2010年 Due Mondi音楽祭（イタリア スポレート）招待 ヘンツェ作曲・三島由紀夫原作『午後の曳航』黒田登（NOBORU)（主役 日本語版の舞台上演世界初演）[4] ※イタリア国営放送RAIで、ドキュメント番組（Prima della prima）およびオペラ全曲放送
- 2011年3月 藤原歌劇団 ドニゼッティ『ランメルモールのルチア』エドガルド[32]
- 2011年6月 新国立劇場 プッチーニ『蝶々夫人』ピンカートン（カバーキャスト）[33]
- 2011年7月 新国立劇場 プッチーニ『蝶々夫人』ピンカートン[34]
- 2011年10月 新国立劇場 ヴェルディ『イル・トロヴァトーレ』マンリーコ（カバーキャスト）[35]
- 2012年5月 宗次ホール 砂川涼子ソプラノ＆村上敏明テノールジョイントリサイタル プッチーニ『ラ・ボエーム』[36]
- 2012年7月 新国立劇場 プッチーニ『ラ・ボエーム』ロドルフォ[37]
- 2012年9月 愛知県文化事業振興団 ドニゼッティ『ランメルモールのルチア』エドガルド[38]
- 2013年2月 藤原歌劇団 ヴェルディ『仮面舞踏会』リッカルド[39]
- 2013年7月 新国立劇場 ドニゼッティ『愛の妙薬』ネモリーノ[40]
- 2013年9月 藤原歌劇団 ヴェルディ『椿姫』アルフレード[41]
- 2013年10月 新国立劇場 ヴェルディ『リゴレット』マントヴァ公爵（カバーキャスト）[42]
- 2014年2月 びわ湖ホール オッフェンバック『ホフマン物語』ホフマン[43]
- 2014年7月 新国立劇場 プッチーニ『蝶々夫人』ピンカートン[44]
- 2014年11月 藤原歌劇団 プッチーニ『ラ・ボエーム』ロドルフォ[45]
- 2014年11 - 12月 新国立劇場 ヴェルディ『ドン・カルロ』レルマ伯爵 王室の布告者 ドン・カルロ（カバーキャスト）[46]
- 2015年7月 新国立劇場 プッチーニ『蝶々夫人』ピンカートン[47]
- 2015年10月 大阪フィルハーモニー交響楽団 新国立劇場 プッチーニ『蝶々夫人』ピンカートン[48]
- 2016年1月 藤原歌劇団 プッチーニ『トスカ』カヴァラドッシ[49]
- 2016年4月 藤原歌劇団 ドニゼッティ『愛の妙薬』ネモリーノ[50]
- 2016年11月 新国立劇場 プッチーニ『ラ・ボエーム』ロドルフォ（カバーキャスト）[51]
- 2017年3月 びわ湖ホール ワーグナー『ラインの黄金』フロー[52]
- 2017年4月 新国立劇場 ヴェルディ『オテロ』ロデリーゴ オテロ（カバーキャスト）[53]
- 2017年7月 新国立劇場 プッチーニ『蝶々夫人』ピンカートン[54]
- 2017年10 - 11月 京都市 ロームシアター京都（（公財）京都市音楽芸術文化振興財団） 新国立劇場 プッチーニ『蝶々夫人』ピンカートン[55]
- 2018年4月 新国立劇場 ヴェルディ『アイーダ』伝令 ラダメス（カバーキャスト）[56]
- 2018年7月 新国立劇場 プッチーニ『トスカ』カヴァラドッシ[57]
- 2018年7月 新国立劇場 プッチーニ『トスカ』カヴァラドッシ（カバーキャスト）[58]
- 2018年7月 びわ湖ホール 新国立劇場 プッチーニ『トスカ』カヴァラドッシ（カバーキャスト）[59]
- 2019年2月 新国立劇場 西村朗『紫苑物語』（世界初演）藤内[60]
- 2019年4月 新国立劇場 プッチーニ『ジャンニ・スキッキ』リヌッチョ[61]
- 2019年7月 新国立劇場 プッチーニ『トゥーランドット』ポン カラフ（カバーキャスト）[62]
- 2019年7月 びわ湖ホール プッチーニ『トゥーランドット』ポン カラフ（カバーキャスト）[63]
- 2019年7月 札幌文化芸術劇場 hitaru オープニング主催事業 プッチーニ『トゥーランドット』ポン カラフ（カバーキャスト）[64]
- 2019年8月 札幌文化芸術劇場 hitaru プッチーニ『トゥーランドット』ポン カラフ（カバーキャスト）[65]
- 2019年10月 ブラームスの小径オペラ ビゼー『カルメン』※演出も務める[66]
- 2019年10 - 11月 藤原歌劇団 ビゼー『カルメン』ホセ[67]
- 2021年3月 ワーグナー『ワルキューレ』ジークムント[68]
- 2021年7月 新国立劇場 ビゼー『カルメン』ホセ[69]

上記の他、『蝶々夫人』ピンカートン、『トスカ』カヴァラドッシ等をイタリア各地で主演

## 主な放送等出演歴

### NHKニューイヤーオペラコンサート
- 2007年1月3日 NHKアナログ教育 NHKデジタル教育1 NHKデジタル教育3 NHK-FM 第50回NHKニューイヤーオペラコンサート[70]
- 2007年1月7日 NHKデジタル衛星ハイビジョン 第50回NHKニューイヤー・オペラコンサート[70]
- 2012年1月3日 NHKデジタル教育1 NHKデジタル教育3 NHKデジタル携帯 NHK-FM 第55回ニューイヤーオペラコンサート[71]
- 2013年1月3日 NHKデジタル教育1 NHKデジタル教育3 NHKデジタル携帯 NHK-FM 第56回ニューイヤーオペラコンサート「人間賛歌 歌、思いをつなぐ力」[72]
- 2014年1月3日 NHKデジタル教育1 NHKデジタル教育3 NHKデジタル携帯 NHK-FM 第57回ニューイヤーオペラコンサート「花が誘う 歌物語」[73]
- 2015年1月3日 NHKデジタル教育1 NHKデジタル教育3 NHKデジタル携帯 NHK-FM 第58回ニューイヤーオペラコンサート「恋する喜び 恋する哀しみ」[74]
- 2016年1月3日 NHKデジタル教育1 NHKデジタル教育3 NHKデジタル携帯 NHK-FM 第59回ニューイヤーオペラコンサート「－ ライフ・イズ・ビューティフル - いのちの輝き －」[75]
- 2017年1月3日 NHKデジタル教育1 NHKデジタル教育3 NHKデジタル携帯 NHK-FM 第60回ニューイヤーオペラコンサート[76]
- 2017年1月14日 （再放送）
- 2018年1月3日 NHKデジタル教育1 NHKデジタル教育3 NHKデジタル携帯 NHK-FM 第61回ニューイヤーオペラコンサート[77]
- 2019年1月3日 NHKデジタル教育1 NHKデジタル教育3 NHKデジタル携帯 NHK-FM 第62回ニューイヤーオペラコンサート[78]
- 2020年1月3日 NHKデジタル教育1 NHKデジタル教育3 NHKデジタル携帯 NHK-FM 第63回ニューイヤーオペラコンサート[79]
- 2021年1月3日 NHKデジタル教育1 NHKデジタル教育3 NHKデジタル携帯 NHK-FM 第64回ニューイヤーオペラコンサート[80]

### その他の放送
- 1997年4月19日 NHKアナログ衛星第2 日中オペラ・ガラ・コンサート － 日中国交回復25周年記念 －[81]
- 1997年4月20日 （再放送）[81]
- 1999年10月18日 NHK-FM 第68回日本音楽コンクール[82]
- 2007年4月1日 NHKアナログ教育 NHKデジタル教育1 NHKデジタル教育3 芸術劇場 藤原歌劇団公演 歌劇『ラ・ボエーム』ロドルフォ[83]
- 2007年4月2日 （再放送）[83]
- 2008年1月2日 NHKデジタル衛星ハイビジョン －ハイビジョンクラシック館－ 藤原歌劇団公演 歌劇『ラ・ボエーム』ロドルフォ
- 2008年4月21日 NHKデジタル教育3 藤原歌劇団公演 歌劇『ラ・ボエーム』ロドルフォ
- 2009年2月8日 NHKデジタル衛星ハイビジョン －ハイビジョンクラシック館－ 藤原歌劇団公演 歌劇『ラ・ボエーム』ロドルフォ
- 2009年12月28日 NHK-FM 特集にっぽんのうた 世界の歌 － 畑中良輔氏を迎えて － (1)『浜辺の歌』林古渓: 作詞、成田為三: 作曲、（テノール）村上敏明、（ピアノ）江澤隆行[84]
- 2013年3月22日 NHK-FM オペラ・ファンタスティカ 藤原歌劇団 ヴェルディ『仮面舞踏会』リカルド[85]
- 2013年7月3日 NHKデジタル教育1 NHKデジタル教育3 NHKデジタル携帯 名曲アルバム『グラナダ』[86]
- 2013年7月3日 （再放送）
- 2013年7月18日 （再放送）
- 2013年7月28日 NHKデジタル総合1 NHKデジタル総合2 名曲アルバム『グラナダ』（再放送）
- 2016年3月4日 NHK-FM 名曲スケッチ『グラナダ』ほか[87]
- 2016年9月7日 NHKデジタル教育1 NHKデジタル教育3 NHKデジタル携帯 名曲アルバム『グラナダ』（再放送）
- 2016年9月15日 NHK-BSプレミアム 名曲アルバム『グラナダ』（再放送）
- 2016年9月17日 NHKデジタル総合1 NHKデジタル総合2 名曲アルバム『グラナダ』（再放送）
- 2016年9月23日 NHKデジタル教育１ NHKデジタル教育3 NHKデジタル携帯 名曲アルバム『グラナダ』（再放送）
- 2016年11月24日 NHKラジオ2 名曲スケッチ『グラナダ』ほか[88]
- 2017年3月13日 NHK-BSプレミアム プレミアムシアター アルベルト・ゼッダ スペシャルコンサート[89]
- 2018年1月5日 NHKデジタル教育1 NHKデジタル教育3 NHKデジタル携帯 ららら♪クラシック「解剖！伝説の名演奏家 マリオ・デル モナコ」[90]
- 2018年1月11日 （再放送）
- 2018年3月12日 NHK-FM 名曲スケッチ『グラナダ』ほか（再放送）
- 2018年7月26日 NHK-FM 名曲スケッチ『グラナダ』ほか（再放送）
- 2019年3月25日 NHK-BSプレミアム プレミアムシアター 新国立劇場公演歌劇『紫苑物語』[91]
- 2019年3月28日 NHKラジオ2 名曲スケッチ『グラナダ』ほか（再放送）
- 2019年5月31日 NHK-FM オペラ・ファンタスティカ 新国立劇場公演歌劇『紫苑物語』[92]
- 2019年9月9日 NHK-BSプレミアム プレミアムシアター 東京文化会館公演歌劇『トゥーランドット』[93]
- 2019年9月14日 NHK-FM 名曲スケッチ『グラナダ』ほか（再放送）
- 2020年2月2日 NHKラジオ2 名曲スケッチ『グラナダ』ほか（再放送）
- 2020年6月21日 NHKデジタル教育1 NHKデジタル教育3 NHKデジタル携帯 クラシック音楽館 いま届けたい音楽 －明日へのメッセージ－[94]
- 2020年8月17日 NHK-FM 名曲スケッチ『グラナダ』ほか（再放送）
- 2020年11月9日 NHK-BSプレミアム プレミアムシアター 東京文化会館公演歌劇『トゥーランドット』（再放送）
- 2021年1月17日 NHKラジオ2 名曲スケッチ『グラナダ』ほか（再放送）
- 2021年7月1日 NHK-BSプレミアム クラシック倶楽部 村上敏明 テノール 東西 名作の世界[95]
- 2021年7月15日 NHK-FM 名曲スケッチ『グラナダ』ほか（再放送）
- 2021年9月2日 NHK-FM ベストオブクラシック 村上敏明 テノール 東西 名作の世界[95][96]

- 2021年7月17日 BSテレ東 エンター・ザ・ミュージック
- 2021年9月7日 NHK-BS クラシック倶楽部 村上敏明 テノール 東西 名作の世界[95]

### ネット配信（一部有料）
- 2020年7月1日公開 - 村上敏明の『オペラアリア・ハイCシリーズ＆ワンポイント・レッスン付き』[97]
  - 【第1回】プッチーニ: 歌劇『ラ・ボエーム』より、「冷たい手を」
  - 【第2回】ヴェルディ: 歌劇『イル・トロヴァトーレ』より、「見よ、あの恐ろしい炎を」
- 2020年7月1日公開 - 村上敏明の『秘蔵映像・音源シリーズ』[97]
  - 【第1回】ドニゼッティ: オペラ『愛の妙薬』より、「人知れぬ涙」
  - 【第2回】レオンカヴァッロ: オペラ『道化師』より、「衣装を着けろ」
  - 【第3回】プッチーニ: オペラ『トスカ』より、「星は光りぬ」
  - 【第4回】プッチーニ: オペラ『トゥーランドット』より、「誰も寝てはならぬ」
- 2020年8月1日公開 - 村上敏明の『オペラアリア・ハイCシリーズ＆ワンポイント・レッスン付き』[97]
  - 【第3回】ドニゼッティ: 歌劇『ラ・ファヴォリータ』より、「天使のような見知らぬ女性が」
  - 【第4回】ドニゼッティ: 歌劇『ラ・ファヴォリータ』より、「優しい魂よ」
- 2020年8月1日公開 - 村上敏明の『秘蔵映像・音源シリーズ』[97]
  - 【第5回】ジョルダーノ: オペラ『アンドレア・シェニエ』より、「ある日青空を眺めて」
  - 【第6回】ヴェルディ: オペラ『イル・トロヴァトーレ』より、「ああ愛しい人よ - 見よあの恐ろしい炎を」
  - 【第7回】ベッリーニ: オペラ『清教徒』より、「愛しい人よ、あなたに愛を」
  - 【第8回】ヴェルディ: オペラ『リゴレット』より、「女心の歌」
- 2020年9月16日公開 - 村上敏明の『オペラアリア・ハイCシリーズ＆ワンポイント・レッスン付き』[97]
  - 【第5回】ベッリーニ: 歌劇『清教徒』より、「愛しい人よ、あなたに愛を」
- 2020年9月18日 - 村上敏明の『オペラアリア・ハイCシリーズ＆ワンポイント・レッスン付き』[97]
  - 【第6回】ヴェルディ: 歌劇『椿姫』より、「燃える心を - 何という後悔」

- 2020年9月5日公開 - 村上敏明の『秘蔵映像・音源シリーズ』[97]
  - 【第9回】スカルラッティ: 『陽はすでにガンジス川から』 マルティーニ: 『愛の喜びは』
  - 【第10回】ダンニバーレ: 『太陽の大地』
  - 【第11回】カルディッロ: 『つれない心（カタリ・カタリ）』
  - 【第12回】モドゥーニョ: 『ヴォラーレ』
- 2020年10月28日公開 - 村上敏明の『オペラアリア・ハイCシリーズ＆ワンポイント・レッスン付き』[97]
  - 【第7回】ヴェルディ: 歌劇『ルイザ・ミラー』より、「穏やかな夜には」 - 「私に祭壇と墓場が用意された」
  - 【第8回】ベッリーニ: 歌劇『ノルマ』より、「彼女をヴィーナスの神殿へ」 - 「私を守れ、手助けしろ」
- 2020年10月31日公開 - 村上敏明の『秘蔵映像・音源シリーズ』[97]
  - 【第13回】レオンカヴァッロ: オペラ『道化師』より、「衣裳を着けろ」
  - 【第14回】ヴェルディ: オペラ『アイーダ』より、「清きアイーダ」
  - 【第15回】ヴェルディ: オペラ『リゴレット』より、「女心の歌」
  - 【第16回】カプア: 『私の太陽（オー・ソーレ・ミーオ）』

## ディスコグラフィー
- CD 村上敏明チャリティーアルバム2020（全国のプロオーケストラへの支援活動）2020 村上敏明チャリティーアルバム実行委員会
- CD テルツェッティ 村上敏明 西正子 須藤慎吾 ほか 2020 オクタヴィア・レコード
- CD SACD デビュー20周年アルバム Viva Italia!（ヴィヴァ・イタリア！） 2018 アールアンフィニ（ソニー・ミュージックダイレクト / ミューズエンターテインメント）
- CD 愛する仲間たち、優しいお友達のみなさん 高橋薫子 2014 日本伝統文化振興財団
- CD ヴェルディ生誕200周年記念 Bravi! オムニバス 2013 徳間ジャパンコミュニケーションズ
- CD 情熱のカンツォーネ
- CD テノールアリア集 優しい魂よ

## エピソード
- 両親が音楽の教員。父親がマリオ・デル・モナコ狂いで、家ではずっとマリオ・デル・モナコの歌しか流れていなかった[3]。
- 母の実家は北秋田市。北秋田市でのリサイタルも開催している[98]。
- 頭のなかの音楽的な部分は、マリオ・デル・モナコと忌野清志郎で出来ているとのこと。忌野清志郎が好きすぎて、彼と同じ東京都立日野高等学校を選んだ[3]。
- 大学4年生から、銀座にある音楽ビアプラザライオンで歌っていた[99]。
- 背筋力は245Kg。20代の若い男性の平均が145kgぐらいであり、プロレスラー並みとのこと[3]。